# Chae Soo-bin
Dans ce nom coréen, le nom de famille, Chae, précède le nom personnel.
Chae Soo-bin (coréen : 채수빈), de son vrai nom Bae Soo-bin (coréen : 배수빈), née le 10 juillet 1994 à Anyang, est une actrice sud-coréenne. Elle s'est fait connaître grâce à son rôle dans la série télévisée historique Love in the Moonlight (2016), mais aussi avec ses rôles principaux dans The Rebel (2017), Strongest Deliveryman (2017), I'm Not a Robot (2017 - 2018), Where Stars Land (2018) et A Piece of Your Mind (2020).

## Carrière

### 2014 - 2015: ses débuts
La future actrice est repérée par un directeur de casting dans la rue et fait ses débuts en 2014 dans le film My Dictator. Son nom de naissance étant le même que le nom de scène de l'acteur Bae Soo-bin (né Yoon Tae-wook), elle choisit de prendre le nom de scène « Chae Soo-bin ».
Par la suite, elle apparaît dans le drama House of Bluebird (2015) et dans la série pour adolescents Cheer Up! (2015), pour lesquelles elle remporte le prix de la « meilleure nouvelle actrice » aux 4e APAN Star Awards et 29e KBS Drama Awards.

### 2016 - en ce moment: popularité croissante
Elle se fait connaître grâce à la série télévisée Love in the Moonlight en 2016, pour laquelle elle remporte le « prix d'excellence » au 30e KBS Drama Awards. La même année, elle joue dans la pièce de théâtre Blackbird et le web-drama sino-coréen My Catman.
En janvier 2017, elle obtient son premier rôle principal dans la série télévisée historique The Rebel. La série est un grand succès et permet à l'actrice d'augmenter sa cote de popularité. Chae Soo-bin joue par la suite dans le drama romantique de jeunesse diffusé sur KBS2 intitulé Strongest Deliveryman, et dans la série romantique de MBC I'm Not a Robot,.
En 2018, elle intègre le casting de la série Where Stars Land. Sa performance dans le drama lui vaut la victoire du « prix d'excellence » au festival SBS Drama Awards. Cette année-là, elle est élue, avec son partenaire Lee Je-hoon (de la série Where Stars Land), ambassadrice de l'aéroport international d'Incheon.
En janvier 2019, Chae Soo-bin signe avec l'agence de gestion d'acteurs King Kong By Starship.
En 2020, l'actrice rejoint le casting du drama romantique A Piece of Your Mind aux côtés de Jung Hae-in.
La même année, elle joue également aux côtés de Jang Ki-yong dans la comédie romantique Sweet and Sour.

## Vie personnelle
L'actrice déclare être de confession catholique,.

## Filmographie

### Films
| Année   | Titre                                | Titre original    | Réalisateur    | Rôle              | Note(s)         | Réf.   |
| ------- | ------------------------------------ | ----------------- | -------------- | ----------------- | --------------- | ------ |
| 2014    | My Dictator                          | 나의 독재자       | Lee Hae-joon   | Fille en crop-top | Apparition      |        |
| 2015    | Night With a Perfect Stranger        | 밤과 함께         | Shim Hyun-seok | Hye-jin           | Rôle principal  |        |
| 2015    | M. Boy                               | 엠보이            | Kim Hyo-jung   | Lee Eun-soo       | Rôle principal  | [ 20 ] |
| 2016    | Sori: Voice From The Heart           | 로봇, 소리        | Lee Ho-jae     | Yoo-joo           | Rôle principal  | [ 21 ] |
| 2019    | Rosebud                              | 그대 이름은 장미  | Jo Seok-hyun   | Hyun-ah           | Rôle principal  | [ 22 ] |
| 2021    | Sweet and Sour                       | 새콤달콤          | Sung Da-som    | Jeong Da-eun      | Rôle principal  | [ 17 ] |
| 2022    | The Pirates : À nous le trésor royal | 해적: 도깨비 깃발 | Kim Jeong-hoon | Hae-geum          | Rôle secondaire | [ 23 ] |
| 2024    | Piège en altitude                    | 하이재킹          | Kim Sung-han   | Lee Ok-soon       | Rôle principal  | [ 24 ] |
| À venir | The Prophet: Omniscient Reader       | 전지적 독자 시점  | Kim Byung-woo  | Yoo Sang-ah       | Rôle principal  | [ 25 ] |

### Télévision
| Année   | Titre                                         | Rôle            | Chaîne       | Notes                  | Référence |
| ------- | --------------------------------------------- | --------------- | ------------ | ---------------------- | --------- |
| 2014    | Drama Festival: The Diary of Heong Yeong-dang | Shim Cheong-yi  | MBC          |                        | [ 26 ]    |
| 2015    | Spy                                           | Jo Soo-yeon     | KBS2         |                        | [ 27 ]    |
| 2015    | House of Bluebird                             | Han Eun-soo     | KBS2         |                        | [ 3 ]     |
| 2015    | Cheer Up!                                     | Kwon Soo-ah     | KBS2         |                        | [ 4 ]     |
| 2016    | Love in the Moonlight                         | Jo-Ha yeon      | KBS2         |                        | [ 6 ]     |
| 2016    | My Catman                                     | Mi-oh           | Tencent, MBC | Web-drama              | [ 7 ]     |
| 2016    | Shopaholic Louis                              | Wang Mong-shil  | MBC          | Apparition, épisode 16 | [ 28 ]    |
| 2017    | The Rebel                                     | Song Ga-ryung   | MBC          |                        | [ 8 ]     |
| 2017    | Strongest Deliveryman                         | Lee Dan-ah      | KBS2         |                        | [ 10 ]    |
| 2017    | If We Were a Season                           | Hae Rim         | KBS2         |                        | [ 29 ]    |
| 2017–18 | I'm Not a Robot                               | Jo Ji-ah / Aji3 | MBC          |                        | [ 11 ]    |
| 2018    | Where Stars Land                              | Han Yeo-reum    | SBS          |                        | [ 13 ]    |
| 2020    | A Piece of Your Mind                          | Han Seo-woo     | tvN          |                        | [ 16 ]    |
| 2022    | The Fabulous                                  | Pyo Ji-eun      | Netflix      | Rôle principal         |           |
| 2022    | Rookie Cops                                   | Ko Eun-gang     | Disney+      | Rôle principal         |           |

### Théâtre
| Année | Titre                    | Rôle         | Référence |
| ----- | ------------------------ | ------------ | --------- |
| 2012  | Thursday Romance         | Seo Yi-kyung | [ 30 ]    |
| 2016  | Blackbird                | Una          | [ 31 ]    |
| 2019  | L’étudiante et Mr. Henri | Constance    | [ 32 ]    |

### Apparitions dans des clips-vidéos
| Année | Titre                     | Artiste(s)                           | Référence |
| ----- | ------------------------- | ------------------------------------ | --------- |
| 2014  | Girlfriend                | Uniqnote feat. Bobby Kim et Jung Yup | [ 33 ]    |
| 2016  | You Are, You Are, You Are | Wax                                  | [ 34 ]    |

## Discographie
| Année | Titre       | Album                             | Label                             |
| ----- | ----------- | --------------------------------- | --------------------------------- |
| 2017  | That's Love | The Rebel (bande-son)             | Snow Entertainment / Warner Music |
| 2017  | Way to You  | Strongest Deliveryman (bande-son) | Sony Music                        |

## Prix et nominations
| Année | Cérémonie             | Catégorie                             | Travail nommé                | Résultat   | Référence |
| ----- | --------------------- | ------------------------------------- | ---------------------------- | ---------- | --------- |
| 2015  | 4e APAN Star Awards   | Meilleure nouvelle actrice            | House of Bluebird            | Lauréat    | [ 35 ]    |
| 2015  | 8e Korea Drama Awards | Meilleure nouvelle actrice            | House of Bluebird            | Nomination |           |
| 2015  | 2015 KBS Drama Awards | Meilleure nouvelle actrice            | House of Bluebird, Cheer Up! | Lauréat    | [ 5 ]     |
| 2015  | 2015 KBS Drama Awards | Meilleure actrice                     | House of Bluebird, Cheer Up! | Nomination |           |
| 2015  | 2015 KBS Drama Awards | Meilleur couple avec Lee Sang-yeob    | House of Bluebird            | Nomination |           |
| 2016  | 11e Max Movie Awards  | L'étoile montante                     | Sori: Voice From The Heart   | Lauréat    | [ 36 ]    |
| 2016  | 2016 KBS Drama Awards | Prix d'excellence dans un mini-drama  | Love in the Moonlight        | Nomination |           |
| 2017  | 2017 MBC Drama Awards | Prix d'excellence                     | The Rebel                    | Lauréat    | [ 37 ]    |
| 2017  | 2017 MBC Drama Awards | Prix de popularité                    | I'm Not a Robot              | Nomination |           |
| 2017  | 2017 KBS Drama Awards | Meilleure actrice dans une mini-série | If We Were a Season          | Nomination |           |
| 2017  | 2017 KBS Drama Awards | Prix d'excellence dans une mini-série | Strongest Deliveryman        | Nomination |           |
| 2017  | 2017 KBS Drama Awards | Meilleure actrice                     | Strongest Deliveryman        | Nomination |           |
| 2017  | 2017 KBS Drama Awards | Meilleur couple avec Go Kyung-pyo     | Strongest Deliveryman        | Nomination |           |
| 2018  | 2018 SBS Drama Awards | Prix d'excellence                     | Where Stars Land             | Lauréat    | [ 38 ]    |
| 2018  | 2018 SBS Drama Awards | Meilleur couple avec Lee Je-hoon      | Where Stars Land             | Nomination |           |